# Hoofdeconoom van de Wereldbank
De hoofdeconoom van de Wereldbank geeft intellectueel leiderschap en sturing aan de internationale ontwikkelingsstrategie en economische onderzoeksagenda van de Wereldbank. De positie van hoofdeconoom is een van de meest invloedrijke in de economie. De volledige titel luidt Senior Vice President, Ontwikkelingseconomie, en Hoofdeconoom. Als lid van het senior bestuur van de bank geeft de hoofdeconoom ook advies aan de president van de bank op het gebied van economische zaken.

## Lijst van hoofdeconomen van de Wereldbank
- Hollis Chenery - 1972-1982
- Anne Krueger - 1982-1986
- Stanley Fischer - 1988-1990
- Lawrence Summers - 1991-1993
- Michael Bruno - 1993-1996
- Joseph Stiglitz - 1997–2000
- Nicholas Stern - 2000–2003
- François Bourguignon - 2003-2007
- Justin Yifu Lin - 2008-2012
- Kaushik Basu - 2012-2016
- Paul Romer - 2016-2018
- Penny Goldberg - 2018-2020
- Carmen Reinhart - 2020-2022
- Indermit Gill - 2022-